# 費爾奧克斯 (阿肯色州)
費爾奧克斯（英語：Fair Oaks）是位於美國阿肯色州克羅斯縣的一個非建制地區。該地的面積和人口皆未知。

## 地理
費爾奧克斯的座標為35°14′36″N 91°01′52″W / 35.24333°N 91.03111°W，而該地的平均海拔高度為66米（即220英尺）。